# Семья Мэнсона
Семья Мэнсона была идейной общиной, сектой и преступной группировкой, возглавляемой Чарльзом Мэнсоном в конце 1960-х и в 70-х годах, действовавшей в Калифорнии. Группа прославилась серией жестоких убийств, наиболее известным из которых стало убийство актрисы Шерон Тейт и её гостей в августе 1969 года.

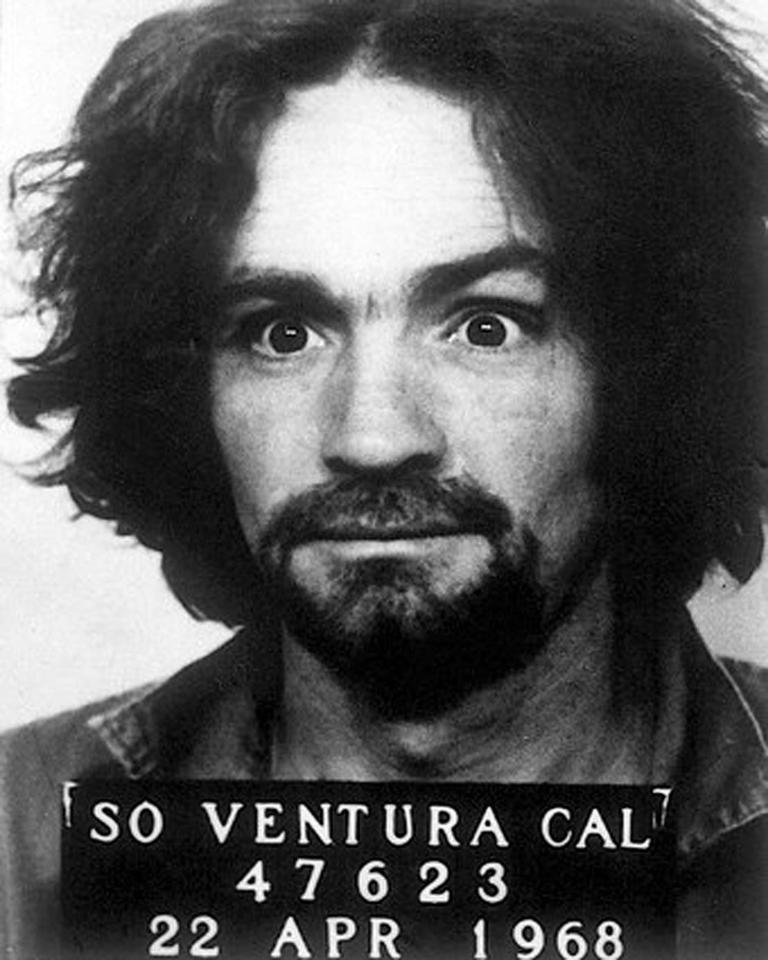
Магшот Чарльза Мэнсона

Большинство из них были молодыми женщинами из среднего класса, многие из которых были привлечены контркультурой хиппи и общинной жизнью, а затем радикализированы учением Мэнсона. Группа убила по меньшей мере 9 человек, а возможно и до 24 человек.

## Формирование секты
Секта возникла в 1967 году в Сан-Франциско во время расцвета движения хиппи. Чарльз Мэнсон только что вышедший из тюрьмы, начал собирать последователей, используя своё обаяние, идеи эзотерики и наркотики.:137–146

### Ключевые идеи и манипуляции
Мэнсон продвигал смесь восточных религий, сатанизма, христианства и собственных идей. Он считал себя мессией и пророком, предсказывающим апокалиптическую расовую войну, которую называл «Helter Skelter» (по названию песни The Beatles). По его теории, белые люди и чернокожие должны были вступить в войну, в ходе которой члены «Семьи» спрятались бы в пустыне, а затем вышли бы, чтобы править миром.
Он использовал наркотики (особенно ЛСД), лишение сна и Психологическое насилие, чтобы контролировать своих последователей, большинство из которых были молодыми женщинами из неблагополучных семей.

## Состав «Семьи»

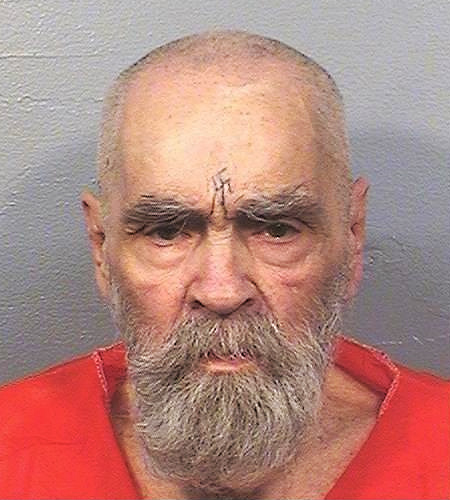
Мэнсон

Члены секты жили коммуной на ранчо Спан (Spahn Ranch) в Калифорнии, где поддерживали себя мелкими кражами и мошенничеством. Основными членами были:
- Чарльз Мэнсон — лидер секты.
- Чарльз «Текс» Уотсон — главный исполнитель убийств.
- Сьюзан Аткинс — одна из главных участниц нападений.
- Патрисия Кренуинкел — активно участвовала в убийствах.
- Лесли Ван Хаутен — убивала супругов ЛаБьянка.
- Линннетт Фромм — преданная последовательница Мэнсона (не участвовала в убийствах, но позже пыталась убить президента США).
- Босолей, Бобби — замешан в убийстве Гэри Хинмана, за что был арестован.

## Убийства

### 1. Убийство Гэри Хинмана (27 июля 1969)
Музыканта Гэри Хинмана пытали и убили за отказ передать секте свою собственность. Его смерть стала первым убийством «Семьи».

### 2.Убийства в доме Шерон Тейт(8-9 августа 1969)
Группа убийц под руководством Мэнсона ворвалась в дом Шэрон Тейт — беременной жены режиссёра Роман Полански. Они убили:
- Шерон Тейт (на 8-м месяце беременности)
- Джея Себринга (парикмахера)
- Эбигейл Фолджер (наследницу кофейной империи)
- Войтека Фриковски (друга Полански)
- Стивена Пэрента (случайного свидетеля).

Убийцы написали кровью слова «PIG» («свинья») на стене.

### 3. Убийства ЛаБьянка (10 августа 1969)
На следующий день Мэнсон приказал убить состоятельную супружескую пару Лино и Розмари ЛаБьянка. Их тела были изуродованы, а на стенах кровью написаны слова «Death to Pigs» и «Helter Skelter».

## Расследование и арест
Первоначально полиция не связывала эти преступления. Арест Чарльз Мэнсон и его «Семьи» произошёл в октябре 1969 года после случайного ареста за угоны автомобилей.
В декабре 1969 года последователи начали давать признательные показания, и следствие установило их связь с убийствами.

## Суд и приговоры
Судебный процесс начался в июне 1970 года и стал самым громким за десятилетие. Мэнсон часто нарушал порядок, устраивал спектакли и пытался влиять на присяжных.

### Приговоры
- Чарльз Мэнсон — смертная казнь, заменена на пожизненное.
- Текс Уотсон — пожизненное заключение.
- Сьюзан Аткинс — пожизненное заключение (умерла в 2009).
- Патрисия Кренуинкел — пожизненное заключение.
- Лесли Ван Хаутен — пожизненное заключение (освобождена в 2023).

## Последствия и влияние
История «Семьи Мэнсона» потрясла Америку и стала символом конца эпохи хиппи. Она повлияла на поп-культуру, вдохновив десятки книг, фильмов и сериалов.

### Культурное влияние
- Книги: «Helter Skelter» (Винсент Буглиози), «Моя жизнь в семье Мэнсона» (Дениз Дескур).
- Фильмы: Однажды в… Голливуде (2019), «Чарльз Мэнсон: Восхождение дьявола».
- Музыка: Мэнсон сам записывал песни, некоторые из которых исполнили Guns N’ Roses и The Beach Boys.

## Смерть Чарльза Мэнсона
Чарльз Мэнсон умер в тюрьме 19 ноября 2017 года в возрасте 83 лет. Он оставался культовой фигурой среди некоторых группировок и психопатов.